# هگزافلورید زنون
هگزافلورید زنون (به انگلیسی: Xenon hexafluoride) با فرمول شیمیایی XeF۶ یک ترکیب شیمیایی با شناسه پاب‌کم ۱۳۹۵۴۶ است. که جرم مولی آن 245.28 g mol-۱ می‌باشد. 